# Lima (Fluss)
Der Lima (galicisch Límia; port. Rio Lima; span. Río Lima) ist ein Fluss auf der iberischen Halbinsel mit einer Länge von 108 km.
Er wird durch den Zusammenfluss von mehreren Quellbächen gebildet zwischen Vilariño Frio und Bresmaus, etwa 30 km südöstlich von Ourense in der spanischen Provinz Ourense. Auf dem 41 km langen galicischen Teilstück trägt der Fluss mehrere verschiedene, lokal gebräuchliche Namen wie Talariño, Freixo oder Mourenzo. Er durchquert in Galicien unter anderem Xinzo de Limia (oder Ginzo de Limia), von wo er seinen offiziellen Namen bekommen hat.

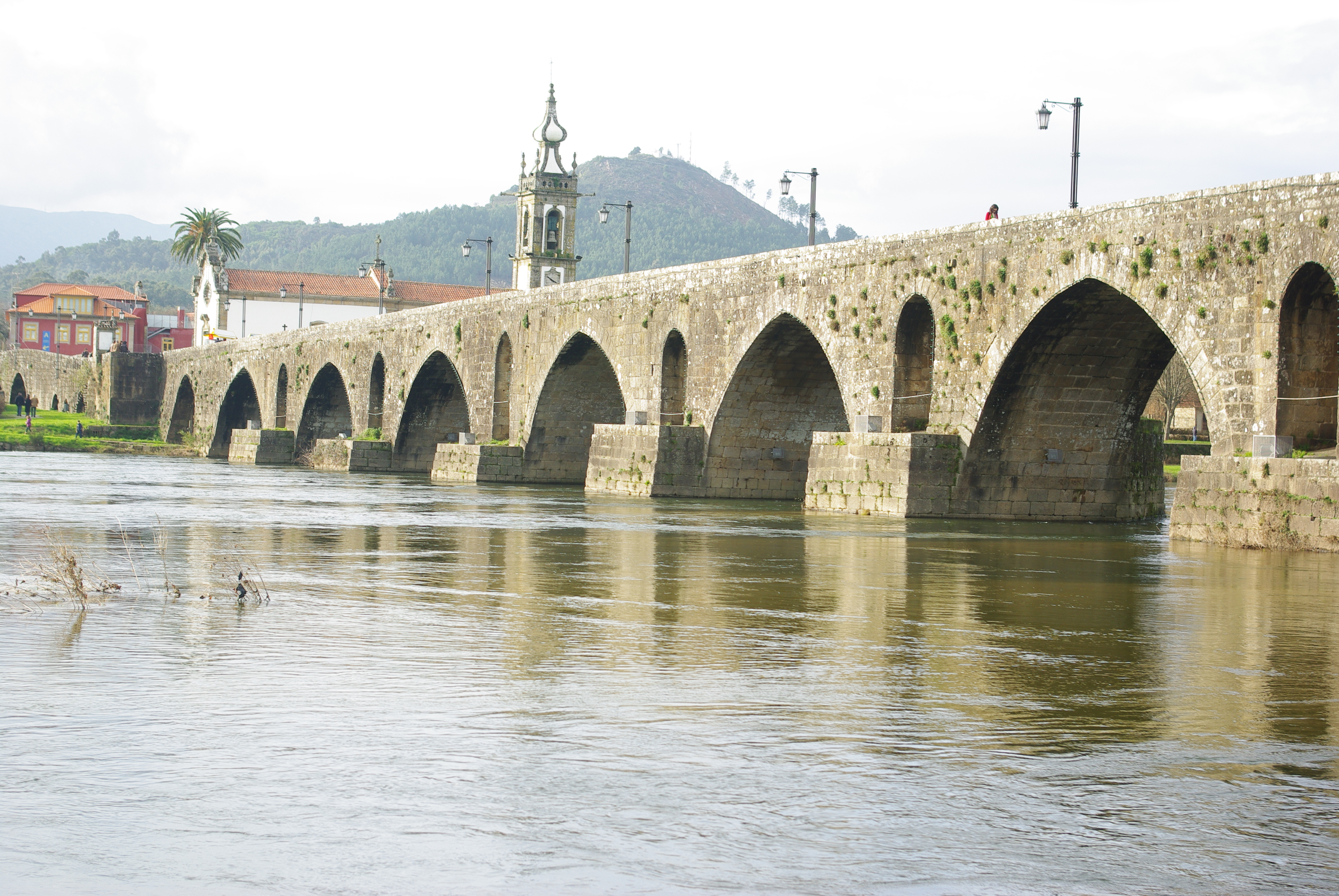
Ponte de Lima mit der namengebenden Römerbrücke

Der Lima überquert bei Lindoso die spanisch-portugiesische Grenze. Kurz nach der Grenze wird er durch die Talsperre Alto-Lindoso zu einem Stausee (portugiesisch Albufeira da Barragem do Alto-Lindoso) aufgestaut. Danach durchfließt er die Orte Ponte da Barca und Ponte de Lima und mündet nach weiteren 67 km bei Viana do Castelo in den Atlantik.
Von den Römern „Lethe“ genannt, rankten sich um den Lima in der klassischen Mythologie Legenden als Fluss des Vergessens und der Hinterhältigkeit. Dieser Mythos wurde im Jahr 137 v. Chr. durch den römischen Prokonsul Decimus Iunius Brutus Callaicus zerstört, als der Fluss den Vormarsch seiner Truppen verhinderte. Er durchquerte ihn allein und rief seine Soldaten nacheinander beim Namen. Die Soldaten, erstaunt, dass der General sein Gedächtnis behalten hatte, durchquerten unbesorgt den Fluss und zerstörten so den Mythos der Lethe.

## Kraftwerke und Stauseen
Flussabwärts gesehen wird der Lima durch die folgenden Kraftwerke aufgestaut:
| Kraftwerk    | Betreiber | Max. Leistung (MW) | Stausee      | Oberfläche (km²) | Volumen (Mio. m³) |
| ------------ | --------- | ------------------ | ------------ | ---------------- | ----------------- |
| Alto-Lindoso | EDP       | 630                | Alto-Lindoso | 1,05             | 379,01            |
| Touvedo      | EDP       | 22                 | Touvedo      | 1,72             | 15,5              |

## Orte am Flusslauf
- Lindoso
- Parada (Arcos de Valdevez)
- Entre Ambos-os-Rios
- Vila Nova de Muía
- Santa Cruz do Lima
- Gandra (Ponte de Lima)
- Nogueira (Ponte da Barca)
- Xinzo de Limia
- Ponte da Barca
- Ponte de Lima
- Viana do Castelo